# المثلث الشمالي

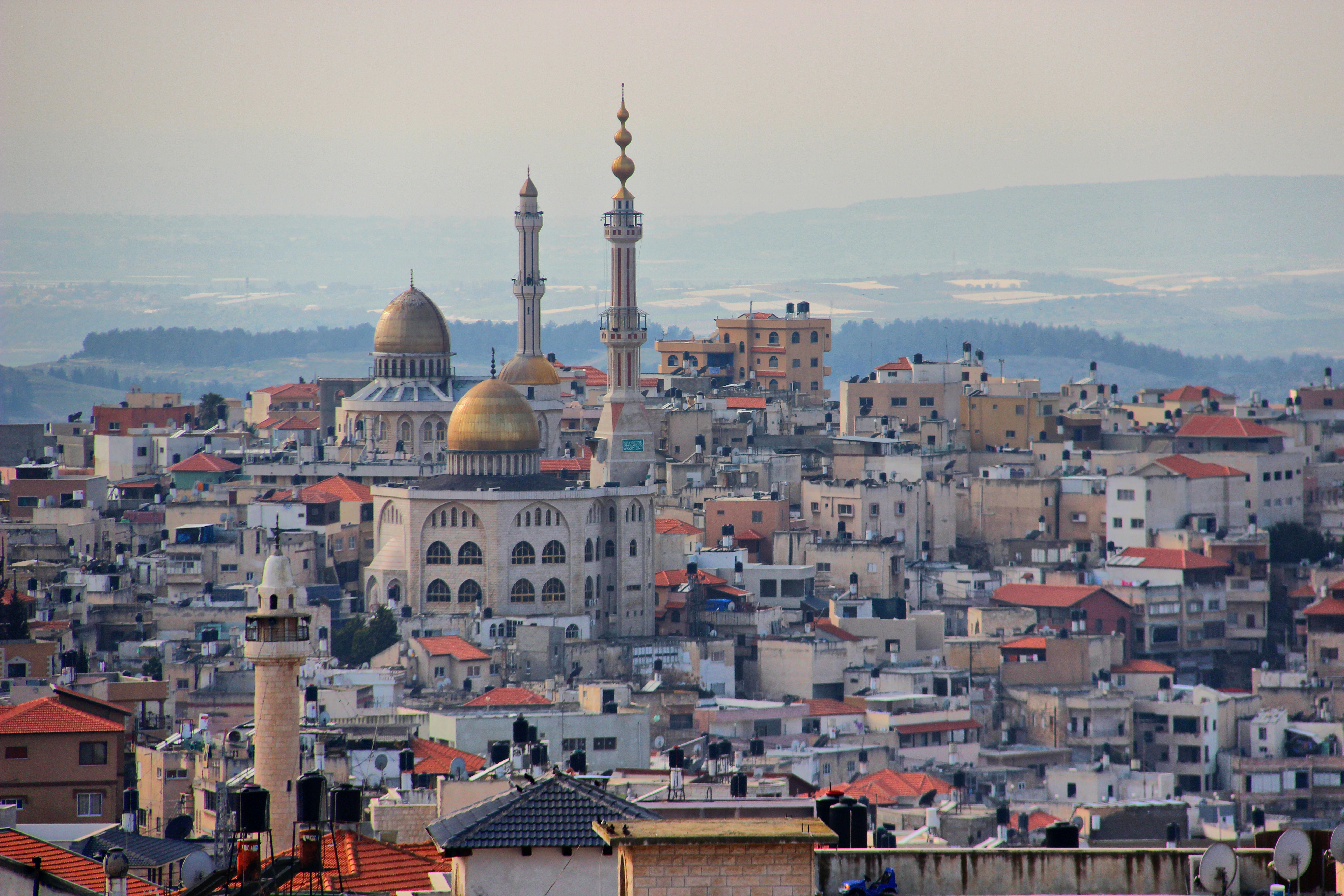
مدينة أُمّ الفحم، كُبرى مُدن المُثلّث الشّمالي.

المُثلّث الشّمالي (بالعبرية: המשולש הצפוני) هي منطقة جُغرافية تقع في لواء حيفا شماليّ إسرائيل. يُطلق هذا الاسم على الجُزءِ الشّمالي من منطقةِ المُثلّث. تضمُّ المنطقةَ ثلاث مدن عربية هي أُمّ الفحم وباقة الغربيّة وكفر قرع وكذلك العديد من القُرى العربيّة الّتي بقي أهلها فيها ولم يهجروها عام 1948م. يبلغُ عدد سُكّانها العرب حوالي 160,000 نسمة وجميعهم من المُسلمين.

## الجغرافيا
تتميّز منطقة المُثلّث الشّمالي بتضاريسها الجبليّة، ويُشكّل جبل إسكندر النُقطة الأعلى فيها؛ حيث يبلغ ارتفاعه حوالي 520 مترًا فوق مُستوى سطح البحر.

## المدن والقرى
تضُمُّ منطقة المُثلّث الشّمالي ثلاث مدن عربية وعشرون قرية عربية، وهي:
| المُدن                               | القُرى |
| ----------------------------------- | --- |
| - أُمّ الفحم - باقة الغربيّة - كُفر قَرع | - جت - ميسرة - يمّة - بئر السكّة - إبثان - المرجة - أُمّ القطف - برطعة - عارة - عرعرة - العريان - عين السهلة - خور صقر - وادي القصب - مُعاوية - مُصمُص - مشيرفة - البيّاضة - زلفة - سالم |

## أُنظر أيضًا
- المُثلّث.
- المُثلّث الجنوبي.